# Фокс, Лоуренс
Лоуренс Пол Фокс (англ. Laurence Paul Fox; род. 26 мая 1978 года) — британский актёр театра и кино, музыкант. Наиболее известен благодаря своей роли детектива-сержанта Джеймса Хэтуэя в детективном ТВ-сериале «Льюис».

## Биография
Лоуренс родился в Йоркшире в семье Мэри Элизабет Пайпер и актёра Джеймса Фокса, представителя большой актёрской династии. Дед Лоуренса Робин Фокс (1913 – 1971) был театральным агентом, бабушка Анджела Уортингтон – актрисой, дядя Эдвард Фокс (род. 1937) тоже актёр. Его кузены и кузина также продолжили семейную традицию и пошли по стопам родителей, став актёрами: Эмилия Фокс (род. 1974), Фредди Фокс (род. 1989).
В 13 лет Лоуренс поступил по семейной традиции в школу Хэрроу (англ. Harrow School). После выпуска из школы не смог поступить в университет и 2 года работал садовником. Именно тогда он понял, что ему нравится играть на сцене и он решил продолжить свое обучение в Королевской Академии Драматического Искусства.

### Актёрская карьера
Во время учёбы в академии Лоуренс принимал активное участие в театральных постановках.
В 2001 году на экраны вышел первый фильм с участием Лоуренса «Яма», где также снялась Кира Найтли. В том же году фильмографию актёра пополнил «Госфорд Парк». В 2007 году в прокат вышел фильм «Джейн Остин» с Энн Хэтэуэй и Джеймсом МакЭвоем в главных ролях. В картине Фокс сыграл второстепенную роль мистера Уизли.
В январе 2006 года на ТВ был показан пилот сериала «Льюис», продолжение легендарного сериала «Инспектор Морс». Последний сезон полицейской драмы вышел на ТВ в 2015 году.
В январе 2016 году Лоуренс Фокс представил свой дебютный музыкальный альбом «Holding Patterns». По мнению критиков, альбом стал очень личным, а многие песни намекали на проблемы в семейной жизни.

### Политическая карьера
С конца 2010-х занялся ультраправой политикой. По собственному признанию, он радикализировался под влиянием видео на YouTube против политкорректности. Он критиковал протесты после убийства Джорджа Флойда и вакцины от COVID-19. Создав правопопулистскую партию Reclaim, в 2021 году безуспешно выдвигался на выборах мэра Лондона, на которых набрал 1,9% голосов. Политическая карьера Фокса привела к ряду скандалов и судебных процессов.

### Личная жизнь
Был женат на актрисе Билли Пайпер. В марте 2016 года пара объявила о разрыве после 8 лет брака. На своей странице в Facebook актёр сообщил, что никакая третья сторона не стала причиной развода. В браке родились двое сыновей: Уинстон (род. 2008), Юджин (род. 2012).
После развода Лоуренс начал встречаться с моделью Фог Уильямс, с которой он познакомился в 2015 году на съемках шоу  Беара Гриллса. Но в декабре 2016 года пара рассталась.